# Rabouillet
Rabouillet település Franciaországban, Pyrénées-Orientales megyében. Lakosainak száma 87 fő (2022. január 1.). Rabouillet Montfort-sur-Boulzane, Vira, Le Vivier, Sournia és Mosset községekkel határos.

## Népesség
A település népességének változása:
| Lakosok száma | 113  | 121  | 103  | 94   | 93   | 91   | 89   | 87   |
|               | 2013 | 2015 | 2017 | 2018 | 2019 | 2020 | 2021 | 2022 |